# Symfonie nr. 6 (Bazelon)
Irwin Bazelon voltooide zijn Symfonie nr. 6 in 1969.
Het werk dankte haar oplevering aan een opdracht gegeven door Kansas City (Missouri); de Temple B’nai Jehudah vierde haar honderdjarig bestaan. De componist had twee jaar daarvoor filmmuziek geschreven voor de film Survival 1967 van Jules Dassin. Een film over de nadagen van de Zesdaagse Oorlog tussen Israël enerzijds en Egypte, Jordanië en Syrië anderzijds. De film kon alleen gebruikmaken van beelden vanuit Israël en moest gezien worden als een anit-oorlog-dokement. De critici vonden dat door die eenzijdige berichtgeving het thema wat verloren ging. Daartegenover stond het vredige Kansas City (de overbuur van Kansas City (Kansas) met een viering.
De muziek is daarom gefragmenteerd; een drietal delen laat heftige muziek horen met sirenes etc. en de andere drie juist zeer rustige gedragen muziek met volkse muziekinstrumenten zoals accordeon en blokfluit in het pakket. De symfonie bestaat uit zes delen:
1. Interlude
2. Movement one
3. Interlude
4. Movement two
5. Interlude
6. Movement 3

Orkestratie:
- 1 piccolo, 2 dwarsfluiten, 2 hobo’s, 4 klarinetten, 3 fagotten
- 4 hoorns, 3 trompetten, 3 trombones, 1 tuba
- pauken, 5 man/vrouw percussie, piano, accordeon, tenorblokfluit
- violen, altviolen, celli, contrabassen

De eerste uitvoering werd gegeven op 17 november 1970 door het in 1982 opgeheven Kansas City Philharmonic; dirigent destijds was de componist.

## Discografie
- Uitgave Albany Records: Harold Farberman met het Rousse Philharmonisch Orkest